# 이류교혼설화
이류교혼설화(異類交婚說話)란, 사람(인간)과 사람이 아닌 존재(타종족)끼리 혼인하는 내용을 지닌 설화를 말한다. 전 세계에서 널리 분포한 설화 유형으로 다양한 이야기를 찾아볼 수 있다.
예를 들어 그리스·로마 신화에서는 큐피드와 프시케 이야기나 제우스가 동물로 변하여 여인 곁으로 찾아가는 이야기, 동화에서 나오는 개구리 왕자 등을 들 수 있다. 
이 중에서는 자손에게 유리한 설화(통치 근거로 삼는 시조 전설 등) 또한 다수 존재하며 천인 부인계 날개옷 설화, 청나라 왕조 시조, 여진족 프후리욘스의 전설 등이 이에 해당한다.

## 일본
일본에서는 이류혼인(異類婚姻)이라는 표현을 자주 쓴다. 대략 여섯 전개로 구성되어 있다.
1. 원조 - 예: 타종족을 돕는다.
2. 내방 - 예: 타종족이 사람으로 변해 방문한다.
3. 공서 - 예: 지켜야 할 계약이나 규칙이 있다.
4. 노동 - 예: 부를 가져온다.
5. 파국 - 예: 정체를 알아챈다.
6. 이별

### 사위가 타종족인 경우

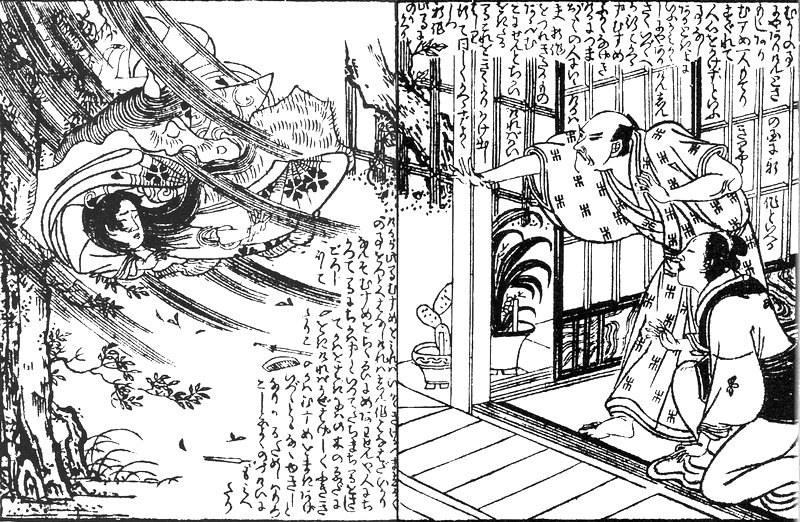
조분사이 에이시 그림 '모문화금괴담'에서 나오는 마서 괴담. 말의 영혼이 여인을 자신의 신부로 삼기 위해 납치하는 장면.

인간 여자와 타종족간 맺어진 혼인이다. 무언가를 댓가로 여성이 일종의 인신공양으로서 타종족과 결혼하게 되며, 여성 스스로 혼인이 파탄나도록 계획하는 경우도 많고 결말도 대체로 파국으로 끝나게 된다.
- 뱀 사위 - 물속 세계와 관련된다. 이 경우 뱀은 용으로 대체되기도 한다.
- 원숭이 사위 - 노동력을 가져온다.
- 개 사위 - 개와의 결혼 이야기는 태평양 제도 등 해양 민족에게서 많이 발견된다.
- 캇파 사위 - 가뭄으로 고생하던 백성이 캇파 덕분에 논에 물을 공급하는 대신, 댓가로 딸을 신부로 내어주는 약속을 했지만 딸은 표주박을 가져간 덕분에 캇파의 신부가 되지 않고 끝난다.
- 말 사위

### 부인이 타종족인 경우
인간 남자와 타종족간 맺어진 혼인이다. 반대인 경우보다는 비교적 비참하지 않은 것이 많다. 보지 말아야 할 장면을 보는 등 약속을 어겨 헤어지는 내용도 많다.
- 뱀 부인 - 정체를 들키고 헤어질 때, 아이에게 젖 대신 빨게 하도록 자신의 눈을 주지만 남자는 그 눈을 잃어버린다. 아내는 다른 쪽 눈도 주고서는 장님이 된다. 그리고 그 눈을 도코노마에 장식한 덕분에 남자의 집은 번창한다. 다르게 변형된 이야기로는 눈을 훔친 상대에게 복수로 홍수, 지진을 일으키는 내용과 눈이 안 보이게 되었기 때문에 종을 대신 울려 달라고 하는 내용이 있다.
- 용궁 부인 - 용궁 공주와 혼인. 그 후 영주(촌장)의 생트집을 아내에게 의지하여 해결한다. 거북이나 물고기 등 해양동물이 변신한 것을 포함한 내용도 있다.
- 물고기 부인
- 대합 부인
- 거북 부인
- 학 부인
- 여우 부인 - 대부분 풍작이 되는 이야기이다. 이별 후에 이나리신으로서 받들어지는 경우도 있다.
- 개구리 부인
- 설녀

### 다른 세계와 관련해서
일본에서는 옛부터 사후 세계, 신들의 세계 등 타계(他界)와 연관되면 특정한 일이나 복을 얻는다는 믿음이 있었고, 일본 신화를 시작으로 여러 가지 설화에서 그 흔적을 찾아볼 수 있다. 다른 세계에서 복을 얻는 대표적인 방법은 아래와 같다.
1. 상대를 굴복시킨다.
2. 상대와 결혼한다.
3. 다른 세계로 간다.
4. 다른 세계의 물건을 가지고 돌아온다.

## 중국
일본과 같이 여우 부인이나 요재지이 등 많은 설화가 존재하며, 일본 설화의 바탕이 되었다고 추측되는 내용도 많다.
- 유령과 혼인 - 일본에서는 그다지 찾아볼 수 없는 유형. 아이가 태어나거나 살아나는 경우도 있다.
- 뱀 부인 - 백사전
- 천하배 - 칠석 전설

## 유럽
본디 사람이었으나 마법이나 저주로 모습이 바뀐 경우가 많고, 반대로 요정이 마법으로 타종족 모습을 하고있었다는 경우도 많다.
- 큐피드와 프시케 (인도에 비슷한 유형으로 우르바시와 프르라바스 설화가 있다.)
- 미녀와 야수
- 개구리 임금님
- 요정

* 운디네
* 님프
* 메류지누
* 셀키
* 후르드라
* 실프

## 미국
- 수달에게 시집가기 - 사람 모습을 한 수달에게 시집을 가고 그 후 태어난 아이가 어머니 고향의 부족과 교역을 실시해 서로 부를 가져온다.

## 참고 문헌
- 타카하시 야스오 '결혼의 원형 이류혼담의 기원' 키타사카에사 ISBN 4-89463-045-1
- 에러 이 클럭 저 야마시타 킨이치 역 '미국·인디언의 신화와 전설' 이와사키 미술사

## 같이 보기
- 라미아
- 히에로스 가모스
- 변신
- 반신
- 반요